# Мисси (порноактриса)
Мисси (24 сентября 1967 — 13 августа 2008) — американская порноактриса.

## Биография
Мисси начала свою карьеру в секс-бизнесе в 1994 году. Она заключила контракт с Wicked Pictures в 1997 году. За свои роли получила несколько порнопремий. Мисси покинула порноиндустрию в 2001 году, отправив открытое письмо в AVN журнал, где написала, что она нашла религию после перенесенного «психического расстройства». Умерла в августе 2008 года от передозировки сердечных лекарств. Информация о её смерти сознательно скрывалась семьёй, чтобы никто из порноколлег не пришёл на её похороны.

## Награды
- 1996 NightMoves Award — Best New Starlet (Fan’s Choice)[2]
- 2002 AVN Hall of Fame inductee[3]
- 2009 XRCO Hall of Fame inductee[4]